# Парламентарни избори у Аустрији 1962.
Парламентарни избори у Аустрији 1962. су били десети у историји Аустрије и одржани су 18. новембра 1962. Најјача странка по броју гласова поново постаје Аустријска народна странка (ÖVP), која је имала и највише мандата и коју је предводио тадашњи канцелар Алфонс Горбач. Друга најјача странка је остала Социјалдемократска партија (SPÖ) чији је председник био Бруно Питерман. Трећа и последња странка која је имала представника у парламенту пре и после ових избора била је Слободарска партија (FPÖ) коју је предводио бивши официр СС-а Фридрих Петер.

## Предизборна кампања
Након што је Јулијус Раб поднео оставку на место савезног канцелара 11. априла 1961, Алфонс Горбач је постао његов наследник. У предизборној кампањи ÖVP-а се ставио акценат на борбу против комунизма и у везу с њим су повезивали SPÖ.
SPÖ је на својим плакатима упозоравао на „самовладање“ ÖVP-а. Слоган на плакатима је био „да слепи не одлучују“.

## Изборни резултати
Резултати парламентарних избора у Аустрији 1962.
| Политичка партија                                                       | гласова   | гласова | %    | %    | број посланика | број посланика |
| Политичка партија                                                       | 1962      | ±       | 1962 | ±    | 1962           | ±              |
| ----------------------------------------------------------------------- | --------- | ------- | ---- | ---- | -------------- | -------------- |
| Аустријска народна странка ()                                           | 2.024.501 | +96.458 | 45,4 | +1,2 | 81             | +2             |
| Социјалдемократска партија Аустрије ()                                  | 1.960.685 | +6.750  | 44,0 | -0.8 | 76             | -2             |
| Слободарска партија Аустрије ()                                         | 313.895   | -22.215 | 7,0  | -0.7 | 8              | 0              |
| Остале партије                                                          | 157.050   | -       | 3,6  | -    | 0              | 0              |
| Укупно                                                                  | 4.456.131 |         | 100  |      | 165            |                |
| Извори: Резултати парламентарних избора у Аустрији 1945-2002, Аустрија, |           |         |      |      |                |                |

- Од 4.805.351 регистрованих гласача на изборе је изашло 93,77%

## Последице избора
Настављена је велика коалиција између ÖVP-а и SPÖ-а. Алфонс Горбач је остао на канцеларској позицији.